# Понор (Пале)
Понор је насељено мјесто у општини Пале, Република Српска, БиХ. Према попису становништва из 2013. у насељу је живјело свега 16 становника.

## Становништво
| Националност       | 1991. | 1981. | 1971. | 1961. |
| Срби               | 66    | 98    | 169   | 233   |
| Црногорци          |       | 1     | 1     |       |
| Југословени        |       | 1     |       |       |
| остали и непознато | 10    |       |       |       |
| Укупно             | 76    | 100   | 170   | 233   |

| Демографија | Демографија | Демографија |
| Година      | Становника  | Становника  |
| ----------- | ----------- | ----------- |
| 1961.       | 233         |             |
| 1971.       | 170         |             |
| 1981.       | 100         |             |
| 1991.       | 76          |             |
| 2013.       | 16          |             |

## Знамените личности
- Мићо Станишић, први министар унутрашњих послова Републике Српске.